# Judo-Weltmeisterschaften 1979
Die 10. Judo-Weltmeisterschaften 1979 fanden vom 3. bis zum 9. Dezember im französischen Paris im Stade Pierre de Coubertin statt. Die 1977 in Barcelona geplanten Weltmeisterschaften waren wegen des Taiwan-Konflikts abgesagt worden.

## Ergebnisse

### Männer
| Gewichtsklasse                 | Gold               | Silber               | Bronze                           |
| ------------------------------ | ------------------ | -------------------- | -------------------------------- |
| Superleichtgewicht (bis 60 kg) | Thierry Rey        | Gwak U-jong          | Felice Mariani Yasuhiko Moriwaki |
| Halbleichtgewicht (bis 65 kg)  | Nikolai Soloduchin | Yves Delvingt        | Janusz Pawłowski Kyōsuke Sahara  |
| Leichtgewicht (bis 71 kg)      | Kiyoto Katsuki     | Ezio Gamba           | Neil Adams Tamas Namgalauri      |
| Halbmittelgewicht (bis 78 kg)  | Shōzō Fujii        | Bernard Tchoullouyan | Harald Heinke Park Young-chul    |
| Mittelgewicht (bis 86 kg)      | Detlef Ultsch      | Michel Sanchis       | Walter Carmona Masao Takahashi   |
| Halbschwergewicht (bis 95 kg)  | Tengis Chubuluri   | Robert Van de Walle  | Günther Neureuther Henk Numan    |
| Schwergewicht (über 95 kg)     | Yasuhiro Yamashita | Jean-Luc Rougé       | Cho Jea-ki Imre Varga            |
| Offene Klasse                  | Sumio Endō         | Witali Kusnezow      | Radomir Kovačević Jean-Luc Rougé |

## Medaillenspiegel
| Rang | Land                   | Gold | Silber | Bronze | Gesamt |
| ---- | ---------------------- | ---- | ------ | ------ | ------ |
| 1    | Japan                  | 4    | –      | 3      | 7      |
| 2    | Sowjetunion            | 2    | 1      | 1      | 4      |
| 3    | Frankreich             | 1    | 4      | 1      | 6      |
| 4    | DDR                    | 1    | –      | 1      | 2      |
| 5    | Südkorea               | –    | 1      | 2      | 3      |
| 6    | Italien                | –    | 1      | 1      | 2      |
| 7    | Belgien                | –    | 1      | –      | 1      |
| 8    | Polen                  | –    | –      | 1      | 1      |
| 8    | Vereinigtes Königreich | –    | –      | 1      | 1      |
| 8    | Brasilien              | –    | –      | 1      | 1      |
| 8    | BR Deutschland         | –    | –      | 1      | 1      |
| 8    | Niederlande            | –    | –      | 1      | 1      |
| 8    | Ungarn                 | –    | –      | 1      | 1      |
| 8    | Jugoslawien            | –    | –      | 1      | 1      |
|      | Total                  | 8    | 8      | 16     | 32     |